# Javaanse tesia
De Javaanse tesia (Tesia superciliaris) is een zangvogel uit de familie Cettiidae.

## Verspreiding en leefgebied
Deze soort is endemisch in Indonesië op het eiland Java.